# 水野新太郎
水野 新太郎（みずの しんたろう、1987年5月25日 - 2023年3月22日）は、東京都中央区出身の実業家、経営者 、美容家。等の肩書きを持つ。血液型はB型。身長183cm

## 略歴・人物
慶應義塾幼稚舎・慶應義塾普通部・慶應義塾ニューヨーク学院・慶應義塾大学。
在学中に音楽業界・芸能業界にキャリアを積む。
ミズノプリテック株式会社取締役副社長、ユニットプランニングミズノ株式会社代表取締役社長、株式会社アトランティス代表取締役社長を歴任。
2007年、松尾スズキプロデュース・BSジャパンのバラエティ番組『美しい男性!』ボーイズとして出演、視聴者人気投票にて1位を獲得する。同時期avex entertainment社長室に作曲家、ギタリストとして2013年まで6年間メジャー契約する。上木彩矢等の楽曲等がavexより発売される。
ギタリストとして加入していたロックバンド†яi￠кを2016年1月脱退した。
2013年12月、シャ乱Q・はたけのソロプロジェクト「HATAKE BAND」に加入。

## 作曲
- 上木彩矢 INDIVIDUAL EMOTION　「The Light」アルバム内2曲目より　2010年1月27日　avex[1]
- Ravex DVD　BGM「BLACK」

## 受賞
東京ガス陶芸コンクール
- 中学生の部（2001年推奨、2002年特別賞、2003年最優秀賞）
- 文部科学大臣奨励賞
- 2004年慶応義塾長賞

## 出演

### イベント
- 2012年11月29日、forus OSAKA-AUTUMN EDITION 2012-[2]
- 2014年7月28日から8月23日、エディンバラ・フェスティバル・フリンジにてロングランサーカス興行敢行　DEN-sake-
- 2016年8月9日、舞浜アンフィシアター　-infinity-

### テレビ
- 2009年、BSジャパン「美しい男性！」※ポニーキャニオンよりDVD全4巻発売[3]

### 雑誌
- 東京ニュース通信社「TV Bros.」

## ファッションショー
- 「PRISILA presents MARBLE collection 2011」[4]
- 「GOSSIP KANSAI」[5]
- 「Marble Wonderland 2013」[6]